# Karin (stad)
Karin är en stad i Sahilregionen i Somaliland. Den är en hamnstad öster om Berbera. Den har ungefär 10 000 invånare.